# Muratlı (district)
Muratlı is een Turks district in de provincie Tekirdağ en telt 25.962 inwoners (2007). Het district heeft een oppervlakte van 426,8 km².
De bevolkingsontwikkeling van het district is weergegeven in onderstaande tabel.
| 1997   | 2000   | 2007   |
| ------ | ------ | ------ |
| 24.388 | 26.681 | 25.962 |